# Min själ skall utav hjärtans grund
Min själ skall utav hjärtans grund (tyska: Mein Seel soll loben Gott, den Herrn) är en tysk psalm av Cornelius Becker som bygger på psaltaren 146. Psalmen översattes till svenska och fick titeln Min själ skall utav hjärtans grund.

## Publicerad i
- Den svenska psalmboken 1694 som nummer 124 under rubriken "Konung Davids Psalmer".
- Den svenska psalmboken 1695 som nummer 108 under rubriken "Konung Davids Psalmer".[1]